# موتور خدامراد
موتور خدامراد روستایی در دهستان گزشاهان بخش مرکزی شهرستان دلگان استان سیستان و بلوچستان ایران است.

## جمعیت
بر اساس سرشماری عینی 31 نفر جمیعت دارد.